# Hengchun
Hengchun (chinesisch 恆春鎮, Pinyin Héngchūn Zhèn) ist eine Stadtgemeinde im Landkreis Pingtung auf Taiwan (Republik China).

## Lage, Klima
Hengchun liegt ganz an der Südspitze Taiwans. Nach Westen hin erstreckt sich das Südchinesische Meer und nach Osten die Philippinensee. Die beiden Teilmeere des Pazifik sind durch die südlich von Hengchun liegende, 320 Kilometer breite Straße von Luzon, die Taiwan von der Hauptinsel Luzon der Philippinen trennt, verbunden.
Das Klima ist tropisch-warm und durch den Monsun geprägt. Der durchschnittliche Jahresniederschlag liegt bei über 2000 mm und die regenreichsten Monaten sind Mai bis Oktober. Der Nordostmonsun, der in den Monaten September bis Mai weht, bringt dagegen häufig trockene Winde, die das Klima an der Ostküste beeinflussen. In der folgenden Tabelle sind Regentage als Tage mit Niederschlag über 0,1 mm definiert.
|                        | Jan  | Feb  | Mär  | Apr  | Mai   | Jun   | Jul   | Aug   | Sep   | Okt   | Nov  | Dez  |   |         |
| Mittl. Temperatur (°C) | 20,7 | 21,4 | 23,2 | 25,2 | 27    | 27,9  | 28,4  | 28,1  | 27,4  | 26,3  | 24,3 | 21,7 | ⌀ | 25,1    |
| Mittl. Tagesmax. (°C)  | 24,3 | 25,3 | 27,3 | 29,4 | 30,9  | 31,3  | 31,9  | 31,6  | 31    | 29,7  | 27,5 | 24,9 | ⌀ | 28,8    |
| Mittl. Tagesmin. (°C)  | 18,1 | 18,7 | 20,2 | 22,3 | 24,1  | 25,2  | 25,6  | 25,3  | 24,7  | 23,9  | 22   | 19,3 | ⌀ | 22,5    |
|                        |      |      |      |      |       |       |       |       |       |       |      |      |   |         |
| Niederschlag (mm)      | 17,9 | 24,6 | 20,6 | 36,5 | 158,4 | 374,1 | 401,8 | 460,8 | 330,9 | 116,5 | 54,4 | 25,9 | Σ | 2.022,4 |
|                        |      |      |      |      |       |       |       |       |       |       |      |      |   |         |
| Sonnenstunden (h/d)    | 5,4  | 5,8  | 6,4  | 6,4  | 6,3   | 6,1   | 7,1   | 6,3   | 5,9   | 6,4   | 5,7  | 5,2  | ⌀ | 6,1     |
|                        |      |      |      |      |       |       |       |       |       |       |      |      |   |         |
| Regentage (d)          | 6,1  | 5,3  | 3,9  | 5,3  | 9,9   | 16,1  | 15,2  | 17,2  | 15,4  | 9,1   | 5,5  | 4,4  | Σ | 113,4   |

| 18,1 |

| 18,7 |

| 20,2 |

| 22,3 |

| 24,1 |

| 25,2 |

| 25,6 |

| 25,3 |

| 24,7 |

| 23,9 |

| 22 |

| 19,3 |

| 18,1 |

| 18,7 |

| 20,2 |

| 22,3 |

| 24,1 |

| 25,2 |

| 25,6 |

| 25,3 |

| 24,7 |

| 23,9 |

| 22 |

| 19,3 |

Als Teil von Taiwan liegt Hengchun in einem Erdbebengebiet. Das Hengchun-Erdbeben 2006 am 26. Dezember 2006 – mit Magnitude 7,1 Mwb und dem Epizentrum 22,8 Kilometer südwestlich vor der Küste Hengchuns – verursachte einen verhältnismäßig geringen Personenschaden (es gab zwei Todesopfer beim Einsturz eines Hauses in Hengchun), beschädigte aber mehrere Seekabel, so dass der Internet- und Telefonverkehr zwischen Taiwan und den südlichen Nachbarstaaten sowie zwischen China, den Vereinigten Staaten und Japan vorübergehend schwer gestört wurde. Das Ereignis machte die Bedeutung der Seekabel-Netze, und deren Anfälligkeit gegenüber Seebeben deutlich.

## Geschichte
Ältere Namen von Hengchun sind Longkiauw (瑯嶠), Niangjiao und Langjiao. Longkiauw ist eine phonetische Übersetzung aus dem Niederländischen, während Niangjiao und Langjiao von Ortsbezeichnungen aus der Paiwan-Sprache stammen. Zur Herkunft von Longkiauw (in anderer Schreibweise Lonkjouw) gibt es verschiedene Theorien. Unter dem heutigen Ortsnamen Hengchun wurde die Örtlichkeit erstmals 1874 bekannt. Im Jahr 1871 hatte sich der sogenannte Mudan-Zwischenfall ereignet. Eine Gruppe von Fischern von den zu Japan gehörenden Ryūkyū-Inseln hatte an der Küste von Hengchun Schiffbruch erlitten, war an Land gegangen und hatte sich weiter ins bergige Landesinnere begeben. Dort wurden sie von taiwanischen Eingeborenen des Paiwan-Volkes, das damals noch die Kopfjagd praktizierte, angegriffen und massakriert. Insgesamt starben 54 Fischer, während 12 durch die Hilfe ortsansässiger Chinesen gerettet wurden. Japan sah diesen Vorfall als Affront an und entsandte im Jahr 1874 eine militärische Strafexpedition nach Taiwan. Die chinesische Regierung sandte einen Sondergesandten, Shen Bao-zhen (沈葆楨), zur Regelung der Verhältnisse vor Ort, der in seinen Berichten das Klima des Ortes als „ewigen Frühling“ beschrieb. Shen empfahl die Gründung einer festen Siedlung und eines Verwaltungsstützpunktes und die Gemeinde erhielt ihren heutigen Namen (恆 ‚Konstante‘, 春 ‚Frühling‘, also 恆春, Hengchun = „dauernder Frühling“). Sie war die erste derartige Verwaltungseinheit im heutigen Landkreis Pingtung. In den Jahren nach 1875 wurde hier ein kleines Fort errichtet.
Zur Zeit der japanischen Herrschaft über Taiwan 1895 bis 1945 trug die Siedlung den Namen Kōshun.
Am 16. Januar 1946 wurde Hengchun zu einer Stadtgemeinde (鎮, Zhèn) erhoben. 
| Gliederung von Hengchun |
| Jiahu 茄湖 Tougou 頭溝 Renshou 仁壽 Wangsha 網紗 Dehe 德和 Shanjiau 山腳 Nanwan 南灣 Kenting 墾丁 Eluan 鵝鑾 Shuiquan 水泉 Daguang 大光 Longshui 龍水 Sigou 四溝 Sanmin 三民 a b c a: Chengbei, 城北 b: Chengxi, 城西 c: Chengnan, 城南 |

## Verwaltungsgliederung
Hengchun grenzt nach Westen an die Landgemeinde Manzhou und nach Norden an die Landgemeinde Checheng.
Hengchun zerfällt administrativ weiter in 17 Ortsteile (里, lǐ): Chengnan (城南), Chengbei (城北), Chengxi (城西), Shanjiau (山腳), Wangsha (網紗), Renshou (仁壽), Jiahu (茄湖), Tougou (頭溝), Sigou (四溝), Dehe (德和), Longshui (龍水), Shanhai (山海), Daguang (大光), Shuiquan (水泉), Nanwan (南灣), Kenting (墾丁) und Eluan (鵝鑾).

## Bevölkerung
Die ursprünglichen Bewohner der Region waren die indigenen Völker Taiwans, insbesondere die Paiwan. Seit dem 19. Jahrhundert sind die Ureinwohner zunehmend durch Han-Chinesen verdrängt worden, die selbst oder deren Vorfahren vom chinesischen Festland kamen.

## Wirtschaft, Infrastruktur

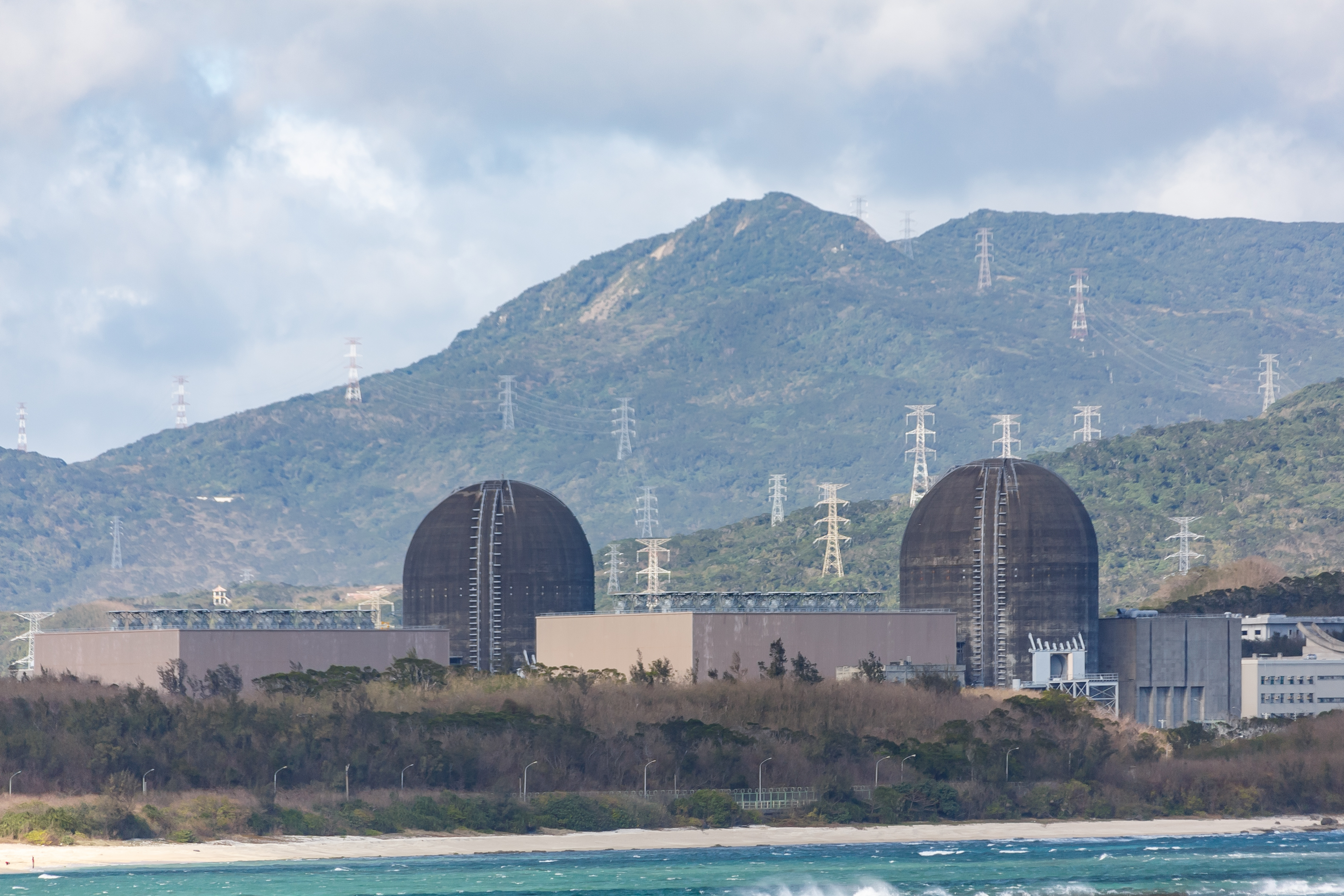
Kernkraftwerk Maanshan

Zu den schwerpunktmäßig angebauten landschaftlichen Produkten gehören Litschi, Kokospalmen und Zwiebeln. Die Fischerei spielt eine wichtige Rolle. Der Tourismus ist ebenfalls von großer Bedeutung und verschiedene staatliche Behörden versuchen, den Natur- und Ökotourismus zu fördern.
Hengchun hat keinen Eisenbahnanschluss. Es existieren mehrere Busverbindungen nach Kaohsiung. 2004 wurde ein kleiner Regionalflughafen eröffnet, dessen Schließung jedoch wegen geringer Frequentierung diskutiert wird.
In Hengchun befinden sich die beiden Reaktorblöcke des Kernkraftwerks Maanshan, des letzten noch in Betrieb befindlichen Kernkraftwerk Taiwans.

## Sehenswürdigkeiten
Hengchun liegt zum großen Teil (106,7718 km²) im  Kenting-Nationalpark und weist zahlreiche Sehenswürdigkeiten auf. In der Altstadt von Hengchun sind die Stadtmauer und das alte Fort noch zu großen Teilen erhalten. Ausflugsziele sind Kap Eluanbi, der südlichste Punkt Taiwans und mehrere Badestrände. 

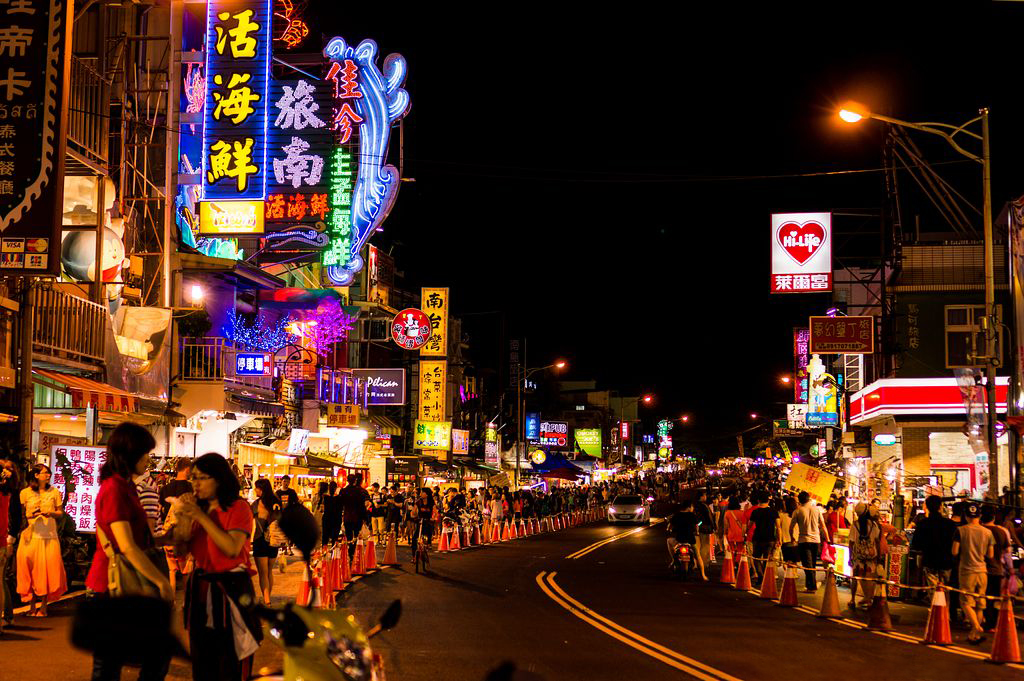
Nachtmarkt in Kenting (墾丁)
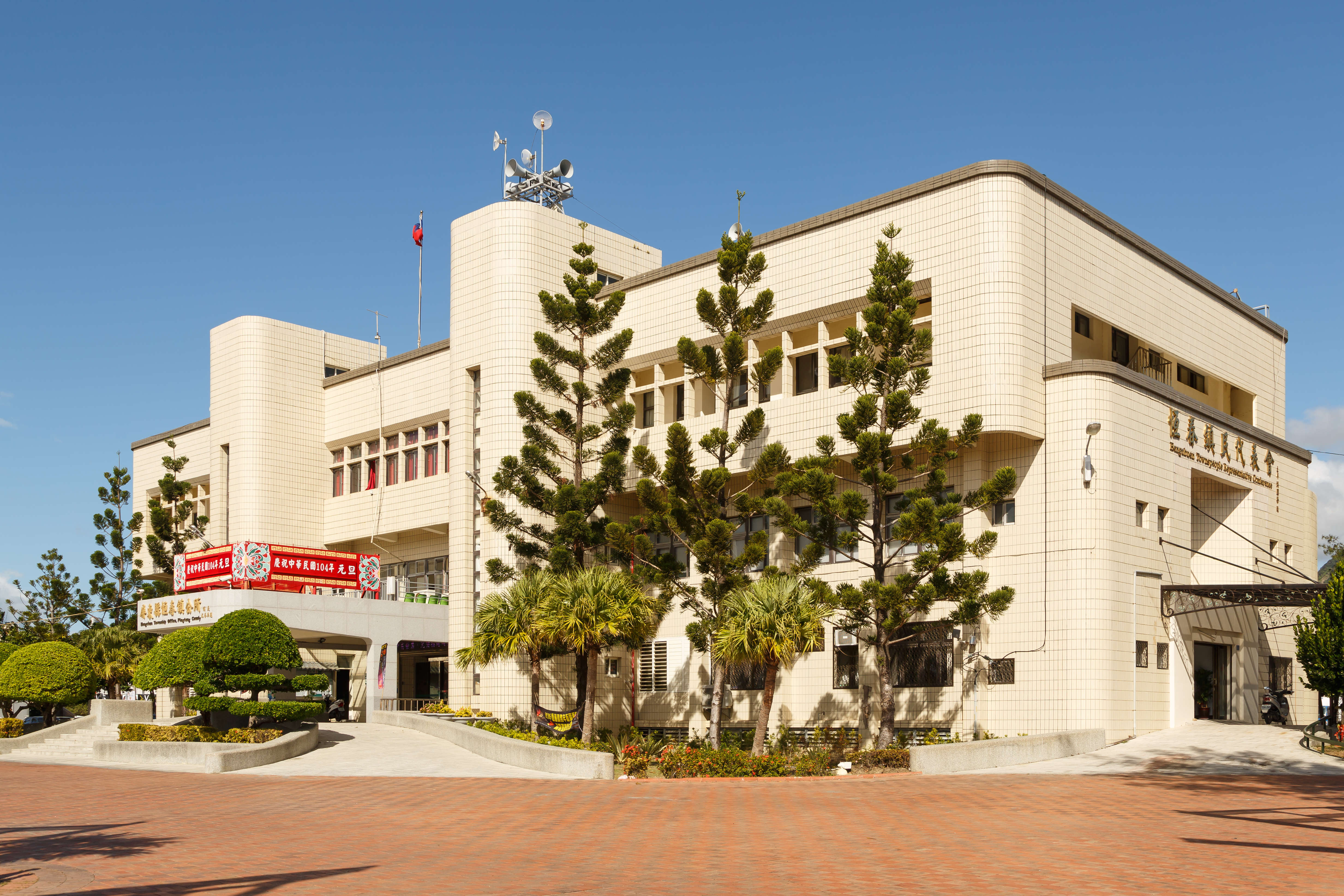
Rathaus
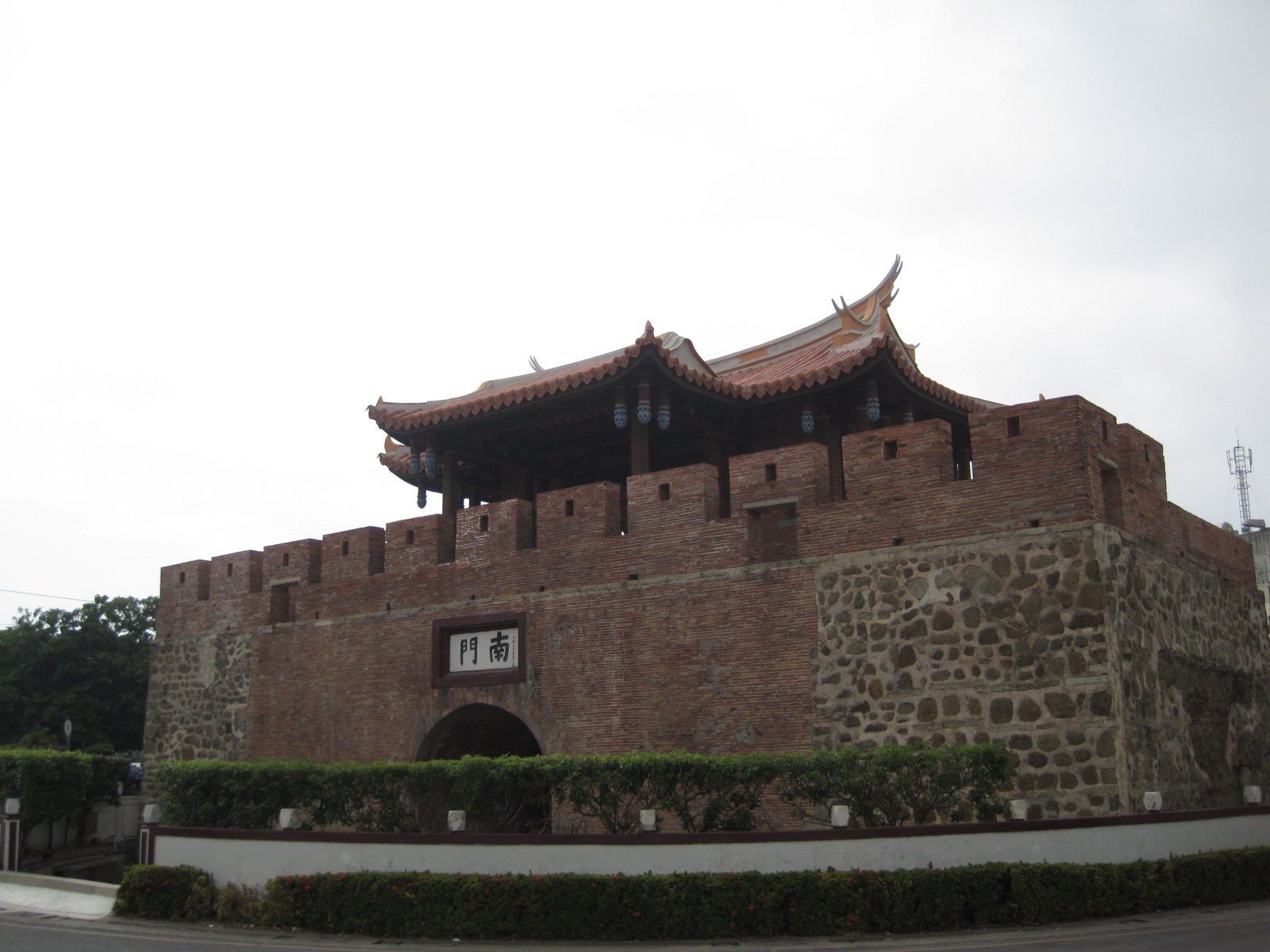
Südtor zum Fort in Hengchun
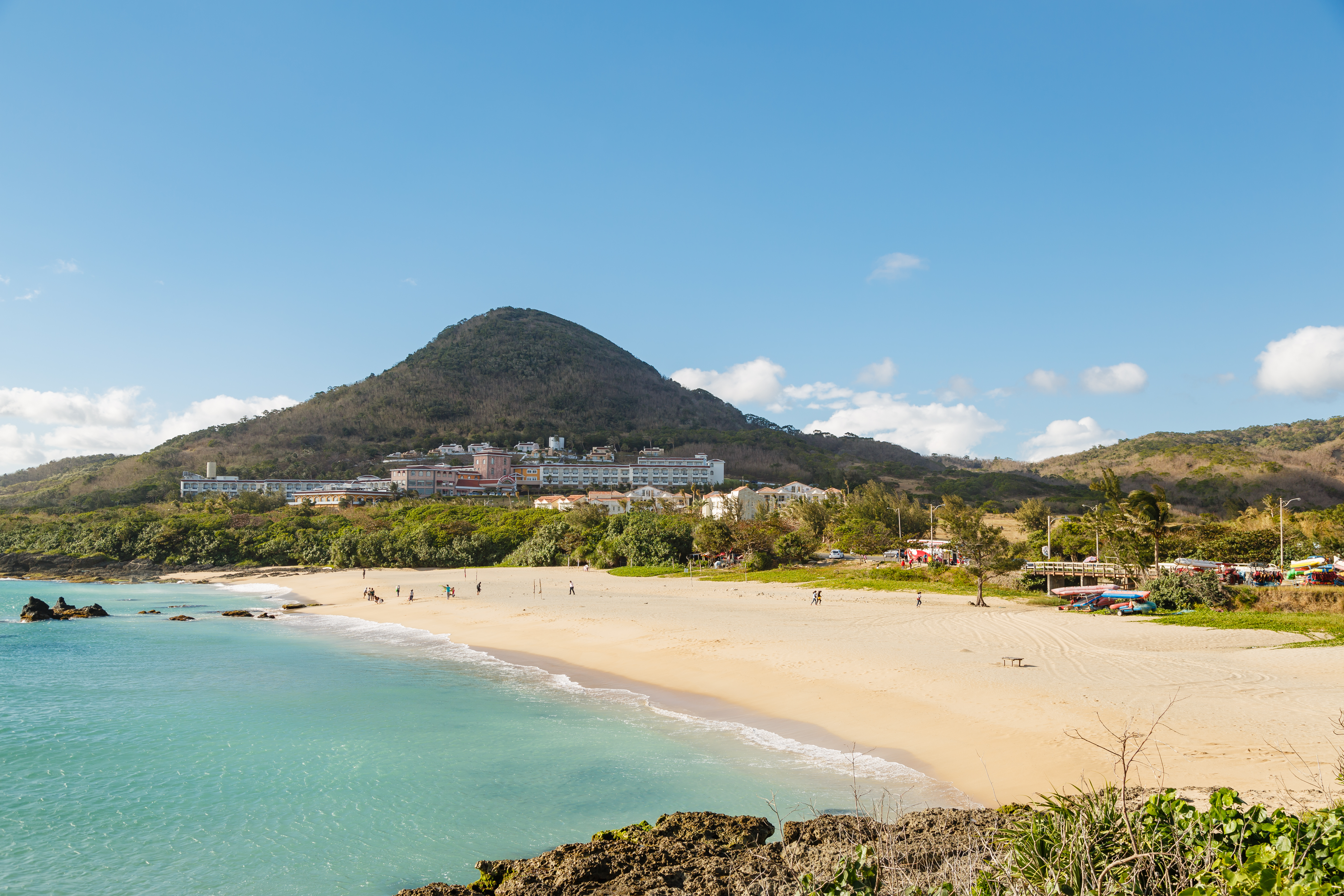
Strand in Kenting